# NGC 4937
NGC 4937 est un groupe d'étoiles situé dans la constellation du Centaure. Il a été découvert par l'astronome britannique John Herschel en 1837.